# Delaford-Louis d'Or-Lands Settlement
Delaford-Louis d'Or-Lands Settlement es una localidad de Trinidad y Tobago, que forma parte de la parroquia de St. Paul.

## Geografía
La localidad abarca parte de la isla de Tobago y limita al norte con Betsy's Hope y Delaford, al sur y este con el océano Atlántico y al oeste con Betsy's Hope.

## Demografía
Datos demográficos de la localidad de Delaford-Louis d'Or-Lands Settlement:
| Gráfica de evolución demográfica de Delaford-Louis d'Or-Lands Settlement entre 2000 y 2011 |
|                                                                                            |